# Arondismentul Cholet
Arondismentul Cholet (în franceză Arrondissement de Cholet) este un arondisment din departamentul Maine-et-Loire, regiunea Pays de la Loire, Franța.

## Subdiviziuni

### Cantoane
- Cantonul Beaupréau
- Cantonul Champtoceaux
- Cantonul Chemillé-Melay
- Cantonul Cholet 1e
- Cantonul Cholet 2e
- Cantonul Cholet 3e
- Cantonul Montfaucon-Montigné
- Cantonul Montrevault
- Cantonul Saint-Florent-le-Vieil

### Comune
| 1. Andrezé (49006)                     | 2. Beaupréau (49023)                     | 3. Beausse (49024)                     | 4. La Boissière-sur-Èvre (49033)     |
| 5. Botz-en-Mauges (49034)              | 6. Bourgneuf-en-Mauges (49039)           | 7. Bouzillé (49040)                    | 8. Bégrolles-en-Mauges (49027)       |
| 9. Les Cerqueux (49058)                | 10. Champtoceaux (49069)                 | 11. Chanteloup-les-Bois (49070)        | 12. La Chapelle-Rousselin (49074)    |
| 13. La Chapelle-Saint-Florent (49075)  | 14. La Chapelle-du-Genêt (49072)         | 15. Chaudron-en-Mauges (49083)         | 16. La Chaussaire (49085)            |
| 17. Chemillé (49092)                   | 18. Cholet (49099)                       | 19. Cossé-d'Anjou (49111)              | 20. Drain (49126)                    |
| 21. Le Fief-Sauvin (49137)             | 22. Le Fuilet (49145)                    | 23. Gesté (49151)                      | 24. Jallais (49162)                  |
| 25. La Jubaudière (49165)              | 26. La Jumellière (49169)                | 27. Landemont (49172)                  | 28. Liré (49177)                     |
| 29. Le Longeron (49179)                | 30. Le Marillais (49190)                 | 31. Maulévrier (49192)                 | 32. Le May-sur-Èvre (49193)          |
| 33. Mazières-en-Mauges (49195)         | 34. Melay (49199)                        | 35. Le Mesnil-en-Vallée (49204)        | 36. Montfaucon-Montigné (49206)      |
| 37. Montjean-sur-Loire (49212)         | 38. Montrevault (49218)                  | 39. Neuvy-en-Mauges (49225)            | 40. Nuaillé (49231)                  |
| 41. Le Pin-en-Mauges (49239)           | 42. La Poitevinière (49243)              | 43. La Pommeraye (49244)               | 44. Le Puiset-Doré (49252)           |
| 45. La Renaudière (49258)              | 46. La Romagne (49260)                   | 47. Roussay (49263)                    | 48. Saint-André-de-la-Marche (49264) |
| 49. Saint-Christophe-du-Bois (49269)   | 50. Saint-Christophe-la-Couperie (49270) | 51. Saint-Crespin-sur-Moine (49273)    | 52. Saint-Florent-le-Vieil (49276)   |
| 53. Saint-Georges-des-Gardes (49281)   | 54. Saint-Germain-sur-Moine (49285)      | 55. Saint-Laurent-de-la-Plaine (49295) | 56. Saint-Laurent-des-Autels (49296) |
| 57. Saint-Laurent-du-Mottay (49297)    | 58. Saint-Léger-sous-Cholet (49299)      | 59. Saint-Lézin (49300)                | 60. Saint-Macaire-en-Mauges (49301)  |
| 61. Saint-Philbert-en-Mauges (49312)   | 62. Saint-Pierre-Montlimart (49313)      | 63. Saint-Quentin-en-Mauges (49314)    | 64. Saint-Rémy-en-Mauges (49316)     |
| 65. Saint-Sauveur-de-Landemont (49320) | 66. Sainte-Christine (49268)             | 67. La Salle-et-Chapelle-Aubry (49324) | 68. La Séguinière (49332)            |
| 69. La Tessoualle (49343)              | 70. Tillières (49349)                    | 71. Torfou (49350)                     | 72. La Tourlandry (49351)            |
| 73. Toutlemonde (49352)                | 74. Trémentines (49355)                  | 75. La Varenne (49360)                 | 76. Vezins (49371)                   |
| 77. Villedieu-la-Blouère (49375)       | 78. Yzernay (49381)                      |                                        |                                      |